# Pustuloporidae
Pustuloporidae zijn een familie van mosdiertjes (Bryozoa) uit de orde van de Cyclostomatida.

## Geslachten
- Bientalophora Borg, 1944
- Pustulopora de Blainville, 1830